# Силкин, Тихон Константинович
Тихон Константинович Силкин (29 июня 1893, д. Новоселовка Ивонинской волости Ельнинского уезда Смоленской губернии, Российская империя — октябрь 1941, Псковская область, РСФСР, СССР) — советский военачальник, генерал-майор (05.06.1940).

## Биография
Родился 29 июня 1893 года в деревне Новоселовка Ивонинской волости Ельнинского уезда Смоленской губернии (ныне — д. Новая Глинковского района Смоленской области). Русский.
До службы в армии в летний период был батраком у помещика Тилена, зимой учился. В 1908 году окончил 2-х классное училище Министерства народного просвещения в селе Ивонино Ельнинского уезда Смоленской губернии, переехал в г. Москву и работал на пуговичной фабрике акционерного общества «Бено-Ронталлер» посыльным, рабочим-пильщиком, сверловщиком и заточником, счетоводом фабричной конторы.

### Военная служба
В начале Первой мировой войны в октябре 1914 года мобилизован и направлен на военную службу в 7-й Финляндский стрелковый полк Юго-Западного фронта. С сентября 1915 по январь 1916 г. прошёл подготовку в учебной команде при 134-м запасном батальоне в г. Петровск, затем был зачислен юнкером в 3-ю Саратовскую школу прапорщиков. В июне 1916 года окончил школу прапорщиков и назначен в 7-й Финляндский стрелковый полк Юго-Западного фронта, где проходил службу на должностях от младшего офицера до командира роты. 19 июня 1917 года в ходе наступления подпоручик Силкин был ранен и эвакуирован в тыл.
В Гражданскую войну 25 апреля 1918 года добровольно вступил в РККА и был назначен переписчиком в Московский окружной военный комиссариат. В октябре направлен на Северный фронт в г. Вологда, где назначен в 160-й стрелковый полк 18-й стрелковой дивизии.
Далее проходил службу на следующих должностях:
- с октября 1918 г. — командир роты 160 стрелкового полка 18 стрелковой дивизии Северного фронта.
- с мая 1919 г. — командир батальона 160 стрелкового полка 18 стрелковой дивизии Северного фронта.
- с августа 1919 г. — командир 483 стрелкового полка 54 стрелковой дивизии Северного фронта.
- с марта 1920 г. — слушатель курсов «Выстрел».
- с сентября 1920 г. — помощник командира 153 стрелкового полка 17 стрелковой дивизии Западного фронта.
- с октября 1920 г. — врид командира 153 стрелкового полка 17 стрелковой дивизии Западного фронта.

#### Межвоенные годы
- с августа 1921 г. — помощник командира учебно-кадрового полка 17 стрелковой дивизии Московского военного округа.
- с июня 1922 г. — командир батальона 49 стрелкового полка 17 стрелковой дивизии Московского военного округа.
- с октября 1922 г. — командир батальона 51 стрелкового полка 17 стрелковой дивизии Московского военного округа.
- с октября 1923 г. — помощник командира 51 стрелкового полка 17 стрелковой дивизии Московского военного округа.
- с марта 1924 г. — врид командира 51 стрелкового полка 17 стрелковой дивизии Московского военного округа.
- с июля 1924 г. — помощник командира 51 стрелкового полка 17 стрелковой дивизии Московского военного округа.
- с октября 1924 г. — командир батальона 50 стрелкового полка 17 стрелковой дивизии Московского военного округа.
- с октября 1925 г. — помощник командира 50 стрелкового полка 17 стрелковой дивизии Московского военного округа.
- с декабря 1926 г. — начальник штаба 3 отдельного Рязанского территориального полка Московского военного округа.
- с декабря 1928 г. — врид командира 3 отдельного Рязанского территориального полка Московского военного округа.
- с ноября 1929 г. — слушатель старшего отделения курсов «Выстрел».
- с июня 1930 г. — командир 5 стрелкового полка 2 стрелковой дивизии Белорусского военного округа.
- с августа 1931 г. — командир и военком 5 стрелкового полка 2 стрелковой дивизии Белорусского военного округа.
- с марта 1933 г. — командир 85 стрелкового полка 29 стрелковой дивизии Белорусского военного округа.
- с мая 1934 г. — начальник и комиссар Учебного центра 9 стрелкового корпуса Северо-Кавказского военного округа.
- с июля 1937 г. — начальник Новороссийских курсов усовершенствования комсостава запаса Северо-Кавказского военного округа.
- с декабря 1938 г. — помощник командира 20-й горнострелковой дивизии Закавказского военного округа, одновременно исполнял обязанности командира дивизии.
- с сентября 1939 г. — командир 170-й стрелковой дивизии Уральского военного округа.

В июне 1941 года на базе войск Уральского военного округа была сформирована 22-я армия. 
В середине июня 1941 года в соответствии с Директивой Народного Комиссара Обороны СССР началась передислокация армии в Западный Особый военный округ.

#### Великая Отечественная война
С 16 по 21 июня 1941 года 170-я стрелковая дивизия в составе 62-го стрелкового корпуса 22-й армии была передислоцирована в район пгт Идрица Псковской области. В конце июня дивизия начала выдвижение в район Полоцка.
25 июня 1941 года 22-я армия вошла в состав группы армий Резерва ГК (Второй Стратегический эшелон РККА). Развёртывание армии производилось на рубеже Себежский укрепрайон — Полоцкий укрепрайон — Витебск по реке Западная Двина. 2 июля 1941 года 22-я армия из войск Второго Стратегического эшелона РККА передаётся в состав Западного фронта. 
Не закончив сосредоточения и развертывания, части 170-я стрелковой дивизии с ходу вступили в ожесточенные бои с соединениями 3-й танковой группы немецко-фашистских войск на рубеже Идрица, Витебск, и в дальнейшем участвовали в Смоленском сражении на Великолукском направлении.
По результатам боев 15 июля генерал-майор Силкин был отстранен от командования 170-й стрелковой дивизией и состоял в распоряжении штаба 22 армии.
21 июля 1941 г. генерал-майор Силкин был назначен начальником гарнизона города Великие Луки .
Со слов очевидцев, командарм 22 армии Ф. А. Ершаков, в ноябре 1941 года попавший в плен и умерший в немецком концлагере в июле 1942 года, говорил, что генерал Силкин погиб в бою за Великие Луки. По немецким донесениям, при окружении Великих Лук 29 августа 1941 г. некий русский «командный штаб» взорвал себя в блиндаже на окраине города.
По другим данным генерал-майор Силкин в конце августа 1941 года при отступлении попал в окружение, из которого не вышел, и с октября 1941 года считается пропавшим без вести.

## Звания
- полковник (27.01.1936)
- комбриг (04.11.1939)
- генерал-майор (05.06.1940)

## Награды
- Орден Отечественной войны I степени (06.05.1965)[4]
- Медаль «XX лет Рабоче-Крестьянской Красной Армии» (22.02.1938)

## Семья
Отец Константин Николаевич Силкин, мать Матрена Спиридоновна Силкина (умерла в 1932 году).
Жена Силкина (Плотницкая) Надежда Ивановна 1903 года рождения, дочь Надежда 1935 года рождения.